# Fürstenried West (stanice metra v Mnichově)
Fürstenried West je západní konečná stanice mnichovského metra. Leží na konci linky U3.